# Documenta 5

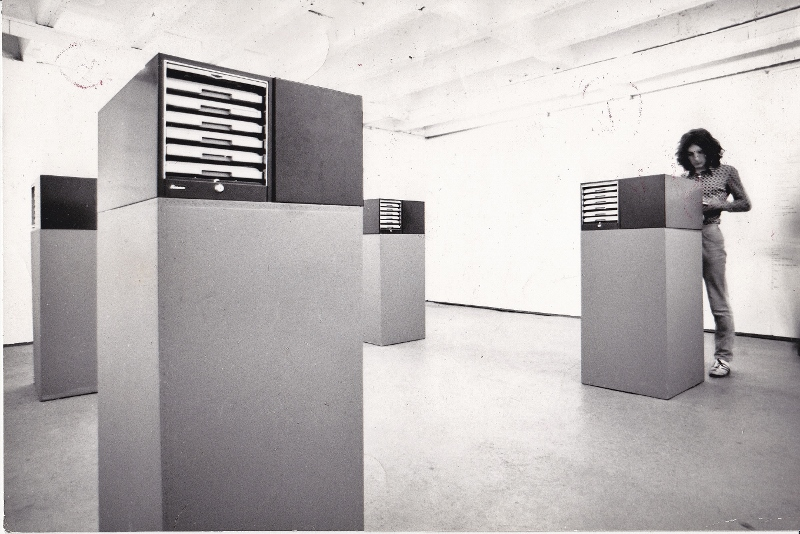
Art & Language, Ansicht der Installation Index 01, 1972, Documenta 5

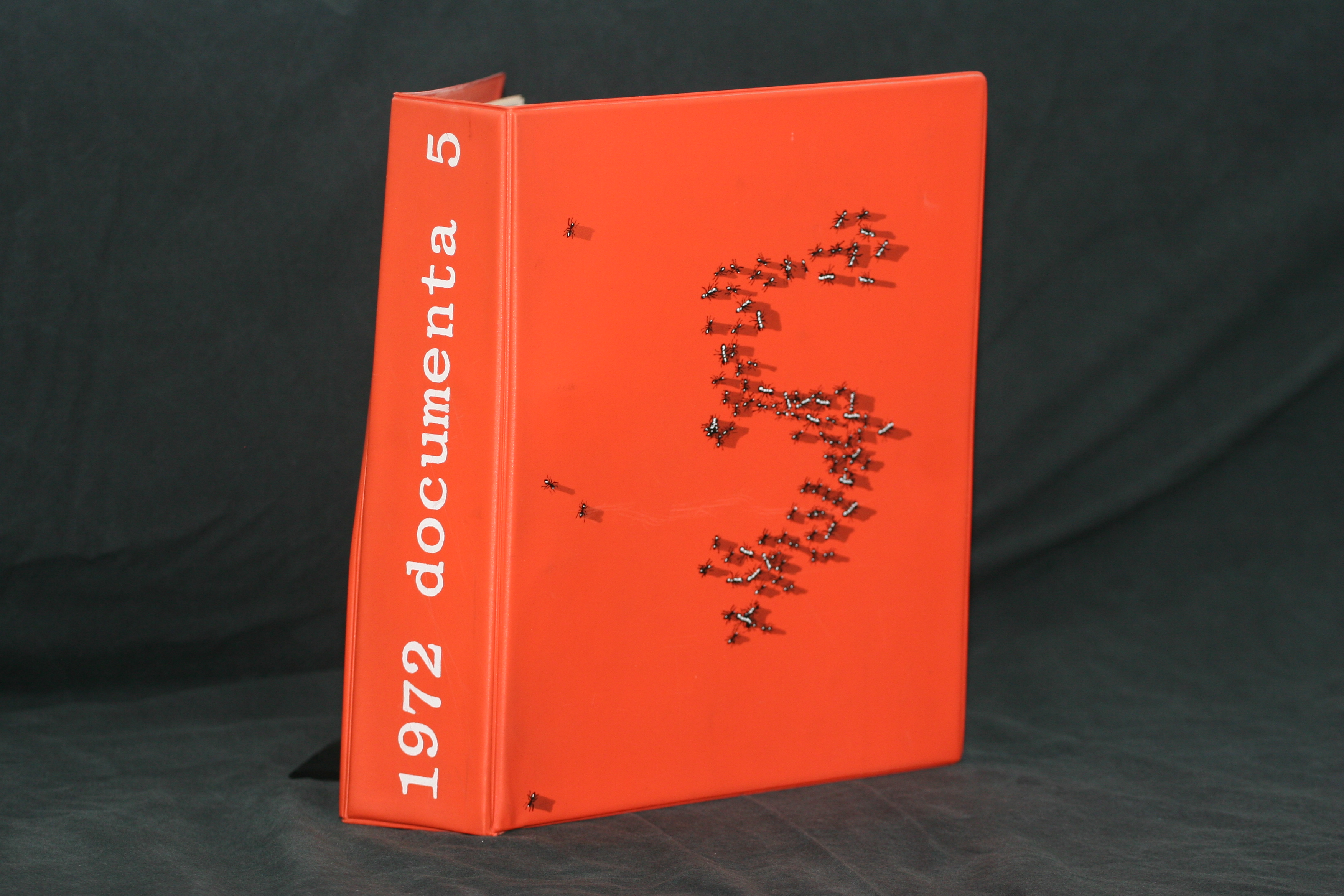
Foto des Kataloges der documenta 5 aus dem Jahr 1972

Die documenta 5 mit dem Titel Befragung der Realität – Bildwelten heute gilt als die bislang wichtigste documenta. Sie fand vom 30. Juni bis 8. Oktober 1972 in Kassel unter der Leitung von Harald Szeemann statt. Die 5. documenta war damit die erste documenta, die zwar mit Arnold Bode im documenta Team, aber nicht unter dessen Oberleitung veranstaltet wurde. Die documenta 5 gilt auch als die weltweit einflussreichste Ausstellung Moderner Kunst nach dem Zweiten Weltkrieg.
Harald Szeemann veranstaltete die documenta 5 in Abkehr von ihren Vorgängerinnen als ein Ereignis mit politisch-kritischem Hintergrund und provozierenden Ansätzen. Die Kunst sollte aus ihren musealen Zusammenhängen herausgerissen werden. Vom  Museum der 100 Tage  wurde die documenta zum 100-Tage-Ereignis. Fluxus und Happening-Kunst, die bei der 4. documenta noch nicht vorkamen, fanden hier ihren Platz. Nicht-Kunst und Bildbeiträge aus der Psychiatrie wurden ausgestellt und öffentlich kontrovers diskutiert.
In einem ersten Konzept hatte Szeemann für die documenta 5 eine noch radikalere Abkehr vom musealen Prinzip geplant. Es sollte gar keine statische Ausstellung mehr stattfinden, sondern nur noch die Darstellung von kreativen Prozessen und Entwicklungen. Dieses erste Konzept erwies sich aus finanziellen und organisatorischen Gründen als nicht durchführbar.
Das zweite, realisierte Konzept stellt die Spannungsbeziehung der Kunst zu den parallelen Bildwelten der Nicht-Kunst, der gesellschaftlichen Realität oder der politischen Propaganda in den Mittelpunkt der Ausstellung.
Bazon Brocks „Besucherschule“ diente zum zweiten Mal ausstellungsbegleitend als didaktische Orientierungshilfe. Sie sollte auch die neuen und ungewöhnlichen Inhalte der documenta 5 in vier täglichen Veranstaltungen mit je 80 Minuten Dauer vermitteln. Auch die Besucherschule war ursprünglich aufwändiger geplant und musste in Art und Umfang reduziert werden. Die realisierte Besucherschule fand als „Audiovisuelles Vorwort“ im Erdgeschoss des Fridericianums statt.
Der Katalog zur documenta 5 war kein gebundenes Buch mehr, sondern ein Ringordner, der vom Besucher ergänzt werden konnte.
Das neuartige Ausstellungskonzept und die Inhalte der documenta 5 erregten Widerspruch und erzeugten Protestaktionen, vorwiegend im konservativen Milieu. In den einschlägigen Magazinen und Tageszeitungen wurde – in teilweise deftiger Wortwahl – kritisiert und polemisiert. Dies zeigte Wirkung auch auf ansonsten kunstferne Bevölkerungskreise. So wurde im Namen einer sogenannten „Bauernschaft für Recht und Gerechtigkeit“ von Thies Christophersen, einem Landwirt aus dem neofaschistischen Umfeld, eine Fuhre Mist vor dem Museum Fridericianum abgeladen.
Mit fast 229.000 Besuchern wurde die Relevanz dieser Weltausstellung der zeitgenössischen Kunst ein weiteres Mal bestätigt. Die 5. documenta gehört in der Nachbetrachtung weltweit zu den wichtigsten Kunstereignissen des 20. Jahrhunderts.

## Ausstellungsorte

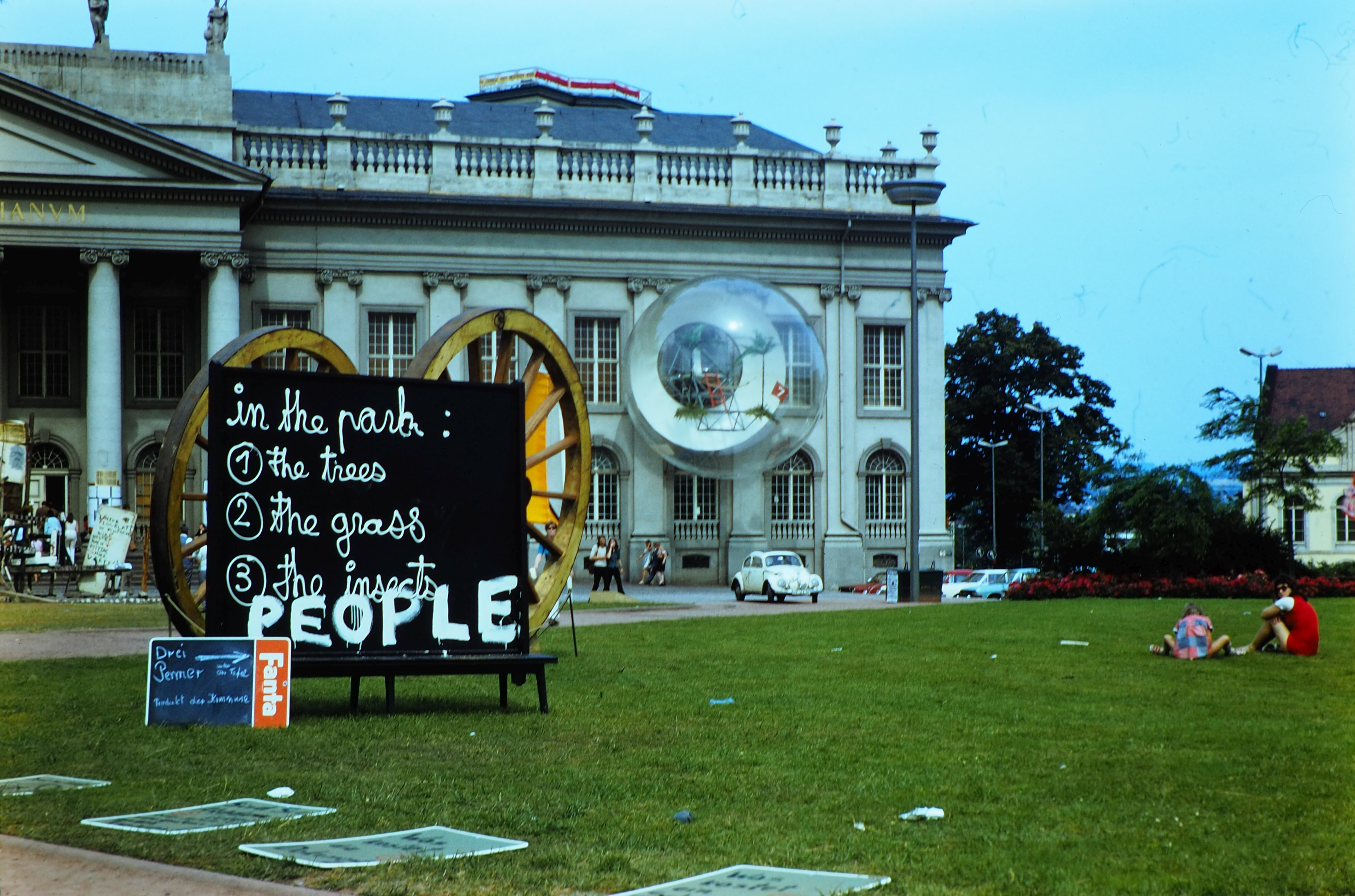
Museum Fridericianum 1972

Der Umfang der Ausstellung wurde gegenüber ihren Vorgänger-documenten reduziert, die 5. documenta fand nur noch in den Räumen des Museum Fridericianum und der Neuen Galerie statt. Die Ausstellungsarchitektur entwarf Lorenz Dombois, der bereits bei der documenta 3 und der 4. documenta als Assistent von Arnold Bode für die Architektur verantwortlich war.
Die Filmschau der documenta 5 fand im Royal-Kino statt, das sich in unmittelbarer Nähe zum Fridericianum befand.

## Kunstwerke
Performance, wie die spektakulären Beiträge von Vettor Pisani, Rebecca Horn, Paul Cotton und Eugenia Butler gemeinsam als Trans-Parent Teacher’s Ink., James Lee Byars oder Klaus Rinke, sowie Concept-Art (Konzept-Kunst), zum Beispiel von Dan Graham, Walter De Maria, On Kawara oder Joseph Kosuth, und Prozess- und Aktionskunst nahmen erstmals auf einer documenta einen breiten Raum ein.
In der Abteilung Idee + Idee/Licht war die Avantgarde der Konzeptkunst vertreten. Eines der umfangreichsten Werke steuerte die Gruppe Art & Language (mit Terry Atkinson, Harold Hurrell, David Bainbridge, Ian Burn, Michael Baldwin, Charles Harrison, Mel Ramsden und Joseph Kosuth) mit dem Projekt Index 0001 bei, das aus einem ganzen Raum mit zahlreichen Karteikästen mit hunderten von Karteikarten und komplizierten sprachlichen und logischen Bezügen bestand.
Neben den neuen Kunstformen gilt die Ausstellung der Fotorealisten in der Neuen Galerie (Chuck Close, Ralph Goings, Duane Hanson, Franz Gertsch und andere) zu den wichtigen Elementen der 5. documenta.
Joseph Beuys steuerte als Soziale Plastik einen unvergessenen Beitrag zur documenta mit seinem „Büro der Organisation für direkte Demokratie durch Volksabstimmung“ bei. Zum Ausstellungsschluss am 8. Oktober 1972 trug Beuys im Raum von Ben Vautier im Fridericianum den legendären Boxkampf gegen den Studenten Abraham David Christian (der sich zu dieser Zeit Abraham David Christian-Moebuss nannte) aus, den Beuys in drei Runden mit einem Punktsieg gewann.
Vor dem Fridericianum wurde eine manipulierte Deutschlandfahne (Korrektur der Nationalfarben, 1972) von KP Brehmer aufgezogen, die in den drei unterschiedlich großen Farbflächen schwarz rot gold die ungleiche Vermögensverteilung in Westdeutschland visualisierte.
Im Bereich des Happenings steuerten Künstler des Wiener Aktionismus, wie Hermann Nitsch, Günter Brus oder Rudolf Schwarzkogler, teilweise blutige, teilweise sexuell – enttabuisierende – in jedem Fall provokante Aktionen zur „documenta als Ereignis“ bei.
Unter dem Begriff der „Individuellen Mythologien“ ließ die documenta 5 im Dachgeschoss des Museum Fridericianum einige Künstler mit ihren ganz eigenen Ausdrucksmöglichkeiten, vielfältigen Ansätzen und Darstellungen von individuellen Traumbildern zu Wort kommen (La Monte Young, Marian Zazeela, Michael Buthe, Étienne Martin, Paul Thek, Nancy Graves und andere).
In den Parallelen Bildwelten, die in der Neuen Galerie ausgestellt wurden, fanden (unter anderem) „Bilderwelten und Frömmigkeit“, „Bildnerei der Geisteskranken“, Politische Propaganda, „Gesellschaftliche Ikonographie“ (40 SPIEGEL-Titel) oder Dokumente aus dem Science-Fiction-Bereich ihren Platz.

## Teilnehmende Künstler
Insgesamt nahmen 222 Künstler an der Documenta 5 teil.
| A                          |                                  |                                                           |                                  |                                 |
| Vito Acconci               | Richard Aeschlimann              | Vincenzo Agnetti                                          | Peter Alexander                  | John De Andrea                  |
| Giovanni Anselmo           | Anatol Herzfeld (Arbeitszeit)    | Archigram                                                 | Siah Armajani                    | Chuck Arnoldi (Charles Arnoldi) |
| Art & Language             | Richard Artschwager              | Michael Asher                                             |                                  |                                 |
| B                          |                                  |                                                           |                                  |                                 |
| John Baldessari            | Robert Barry                     | Georg Baselitz                                            | Lothar Baumgarten                | Monika Baumgartl                |
| Bernd und Hilla Becher     | Robert Bechtle                   | Gottfried Bechtold                                        | Joseph Beuys                     | Natalie Bieser                  |
| Karl Oskar Blase           | Mel Bochner                      | Alighiero Boetti                                          | Marinus Boezem                   | Christian Boltanski             |
| Stan Brakhage              | Claudio Bravo                    | George Brecht                                             | KP Brehmer                       | Marcel Broodthaers              |
| Stanley Brouwn             | Günter Brus                      | Daniel Buren                                              | Victor Burgin                    | Michael Buthe                   |
| Eugenia Butler             | James Lee Byars                  |                                                           |                                  |                                 |
| C                          |                                  |                                                           |                                  |                                 |
| Pier Paolo Calzolari       | Luciano Castelli                 | Abraham David Christian (Abraham David Christian-Moebuss) | Christo und Jeanne-Claude        | Chuck Close                     |
| Tony Conrad                | Ron Cooper                       | Bill Copley (William Copley)                              | Joseph Cornell                   | Robert Cottingham               |
| Paul Cotton                |                                  |                                                           |                                  |                                 |
| D                          |                                  |                                                           |                                  |                                 |
| Hanne Darboven             | Gino De Dominicis                | Walter De Maria                                           | Hermann Degkwitz                 | David Deutsch                   |
| Jan Dibbets                | Herbert Distel                   | Ottomar Domnick                                           | Marcel Duchamp                   |                                 |
| John Dugger                | Stephen Dwoskin                  |                                                           |                                  |                                 |
| E                          |                                  |                                                           |                                  |                                 |
| Don Eddy                   | Franz Eggenschwiler              | Ger van Elk                                               | Richard Estes                    |                                 |
| F                          |                                  |                                                           |                                  |                                 |
| Luciano Fabro              | Hans-Peter Feldmann              | John C. Fernie                                            | Robert Filliou                   | Jud Fine                        |
| Joel Fisher                | Barry Flanagan                   | Y. Fongi                                                  | Terry Fox                        | Hollis Frampton                 |
| Howard Fried               | Hamish Fulton                    |                                                           |                                  |                                 |
| G                          |                                  |                                                           |                                  |                                 |
| Barry Gerson               | Franz Gertsch                    | Vittorio Gigliotti                                        | Gilbert & George                 | Ralph Goings                    |
| Hubertus Gojowczyk         | Larry Gottheim                   | Dan Graham                                                | Nancy Graves                     |                                 |
| H                          |                                  |                                                           |                                  |                                 |
| Hans Haacke                | Duane Hanson                     | Guy Harloff                                               | Michael Harvey                   | Haus-Rucker-Co                  |
| Birgit Hein & Wilhelm Hein | Auguste Herbin                   | Eva Hesse                                                 | Ernst Hiestand & Ursula Hiestand | Rebecca Horn                    |
| Jean-Olivier Hucleux       | Douglas Huebler                  |                                                           |                                  |                                 |
| I                          |                                  |                                                           |                                  |                                 |
| Jörg Immendorff            | Will Insley                      | Rolf Iseli                                                |                                  |                                 |
| J                          |                                  |                                                           |                                  |                                 |
| Ken Jacobs                 | Neil Jenney                      | Alfred Jensen                                             | Jasper Johns                     | Joan Jonas                      |
| K                          |                                  |                                                           |                                  |                                 |
| Howard Kanovitz            | Edward Kienholz & Nancy Kienholz | Imi Knoebel                                               | Christof Kohlhöfer               | Jannis Kounellis                |
| Tom Kovachevich            | Piotr Kowalski                   |                                                           |                                  |                                 |
| L                          |                                  |                                                           |                                  |                                 |
| David Lamelas              | Owen Land                        | Jean Le Gac                                               | Barry Le Va                      | Alfred Leslie                   |
| Sol LeWitt                 | Richard Long                     | Ingeborg Lüscher                                          |                                  |                                 |
| M                          |                                  |                                                           |                                  |                                 |
| Inge Mahn                  | Robert Mangold                   | Brice Marden                                              | Agnes Martin                     | Donatella Mazzoleni             |
| Étienne Martin             | Richard McLean                   | David Medalla                                             | Dieter Meier                     | Fernando Melani                 |
| Jim Melchert               | Mario Merz                       | Gustav Metzger                                            | Russ Meyer                       | Bernd Minnich                   |
| Malcolm Morley             | Ed Moses                         |                                                           |                                  |                                 |
| N                          |                                  |                                                           |                                  |                                 |
| Bruce Nauman               | Werner Nekes                     | Hermann Nitsch                                            | Andrew Noren                     |                                 |
| O                          |                                  |                                                           |                                  |                                 |
| Dore O.                    | Claes Oldenburg                  | Yoko Ono                                                  | Dennis Oppenheim                 |                                 |
| P                          |                                  |                                                           |                                  |                                 |
| Robin Page                 | Blinky Palermo                   | Panamarenko                                               | Giulio Paolini                   | A. R. Penck                     |
| Giuseppe Penone            | Joachim Pfeufer                  | Elisabeth Pfund & Roger Pfund                             | Vettor Pisani                    | Sigmar Polke                    |
| Paolo Portoghesi           | Stephen Posen                    | Rosa von Praunheim                                        |                                  |                                 |
| R                          |                                  |                                                           |                                  |                                 |
| Markus Raetz               | Arnulf Rainer                    | Gerhard Richter                                           | David Rimmer                     | Klaus Rinke                     |
| Dorothea Rockburne         | Peter Roehr                      | Aldo Loris Rossi                                          | Ulrich Rückriem                  | Allen Ruppersberg               |
| Edward Ruscha              | Reiner Ruthenbeck                | Robert Ryman                                              |                                  |                                 |
| S                          |                                  |                                                           |                                  |                                 |
| John Salt                  | Salvo (Salvatore Mangione)       | Lucas Samaras                                             | Günter Sarée                     | Paul Sarkisian                  |
| Jean-Frédéric Schnyder     | Ben Schonzeit                    | Werner Schroeter                                          | HA Schult                        | Armand Schulthess               |
| Rudolf Schwarzkogler       | Fritz Schwegler                  | Richard Serra                                             | Paul Sharits                     | Alan Shields                    |
| Katharina Sieverding       | Robert Smithson                  | Michael Snow                                              | Holly Solomon & Bert Spielvogel  | Irm & Ed Sommer                 |
| Keith Sonnier              | Klaus Staeck                     | Paul Staiger                                              | Jorge Stever                     | Robert Strübin                  |
| T                          |                                  |                                                           |                                  |                                 |
| Paul Thek                  | Wayne Thiebaud                   | André Thomkins                                            | David Tremlett                   | Richard Tuttle                  |
| U                          |                                  |                                                           |                                  |                                 |
| Bernd Upnmoor              |                                  |                                                           |                                  |                                 |
| V                          |                                  |                                                           |                                  |                                 |
| Ben Vautier                |                                  |                                                           |                                  |                                 |
| W                          |                                  |                                                           |                                  |                                 |
| Franz Erhard Walther       | Robert Watts                     | William Wegman                                            | Bertram Weigel                   | Lawrence Weiner                 |
| Roger Welch                | John Wesley                      | Horace Clifford Westermann                                | Joyce Wieland                    | William Wiley                   |
| Charles Wilp               | Rolf Winnewisser                 | Adolf Wölfli                                              | Tom Wudl                         | Klaus Wyborny                   |
| Y                          |                                  |                                                           |                                  |                                 |
| La Monte Young             | Peter Young                      |                                                           |                                  |                                 |
| Z                          |                                  |                                                           |                                  |                                 |
| Marian Zazeela             | Gilberto Zorio                   |                                                           |                                  |                                 |